# Гаструла
Гаструла (од грч. gaster — желудац, црево) је фаза у раном развићу животињског ембриона, током којег се његова грађа драстично мења, тј. долази до формирања клициних листића. Процес гаструлације - формирање гаструле од бластуле - варира код различитих филума. Праћен је процесом органогенезе, када се од клициних листића формирају различити органи.

## Развој
Сврха гаструлације је формирање три клицина листића: ектодерма, ендодерма и мезодерма. Затим, у органогенези, они ће се развити у органе и системе органа.
- Од ектодерма ће настати кожа, нокти, епител: носа, усне дупље и аналног канала, очно сочиво, мрежњача и нервни систем.
- Од мезодерма ће настати сомите (од којих ће се касније развити крзно коже, скелет (примарно: нотохорда), мишићи), циркулаторни и екскреторни систем.
- Од ендодерма примарно се образује архентерон (працрево), а затим настају: средње црево, ждрело, као и разне жлезде (јетра, панкреас, пљувачне жлезде итд.).